# والتر كياري
والتر أنيتشياريكو Walter Chiari (8 مارس 1924 - 20 ديسمبر 1991)، المعروف باسم والتر تشياري، هو ممثل سينمائي ومسرحي إيطالي، معظم أدواره كانت كوميدية.

## روابط خارجية
- Walter Chiari في قاعدة بيانات الأفلام على الإنترنت
- والتر كياري في قاعدة بيانات برودواي على الإنترنت